# Saint-Araille
Saint-Araille település Franciaországban, Haute-Garonne megyében. Lakosainak száma 125 fő (2022. január 1.). Saint-Araille Montpezat, Casties-Labrande, Montastruc-Savès, Pouy-de-Touges és Sénarens községekkel határos.

## Népesség
A település népessége az elmúlt években az alábbi módon változott:
| Lakosok száma | 123  | 141  | 128  | 148  | 141  | 150  | 152  | 137  | 129  | 125  |
|               | 1968 | 1982 | 1990 | 2006 | 2013 | 2015 | 2017 | 2019 | 2020 | 2022 |